# Amerila kajana
Amerila kajana là một loài bướm đêm thuộc phân họ Arctiinae, họ Erebidae.